# East Front II
East Front II est un jeu vidéo de type wargame développé et publié par  TalonSoft en 1999 sur PC. Il est le troisième opus de la série Campaign et fait suite à 
type Front de l'Est et à Front de l'Ouest. Il se déroule pendant la Seconde Guerre mondiale et simule des affrontements sur le Front de l'Est. Le jeu propose 17 campagnes et 148 scénarios qui proposent différents types de combats allant de la guerre des tranchées aux affrontements de blindés.

## Accueil
| East Front II         |      |       |
| Média                 | Pays | Notes |
| Computer Gaming World | US   | 4/5   |
| GameSpot              | US   | 82%   |
| Jeuxvideo.com         | FR   | 14/20 |
| Joystick              | FR   | 88%   |